# Cô bé quàng khăn đỏ

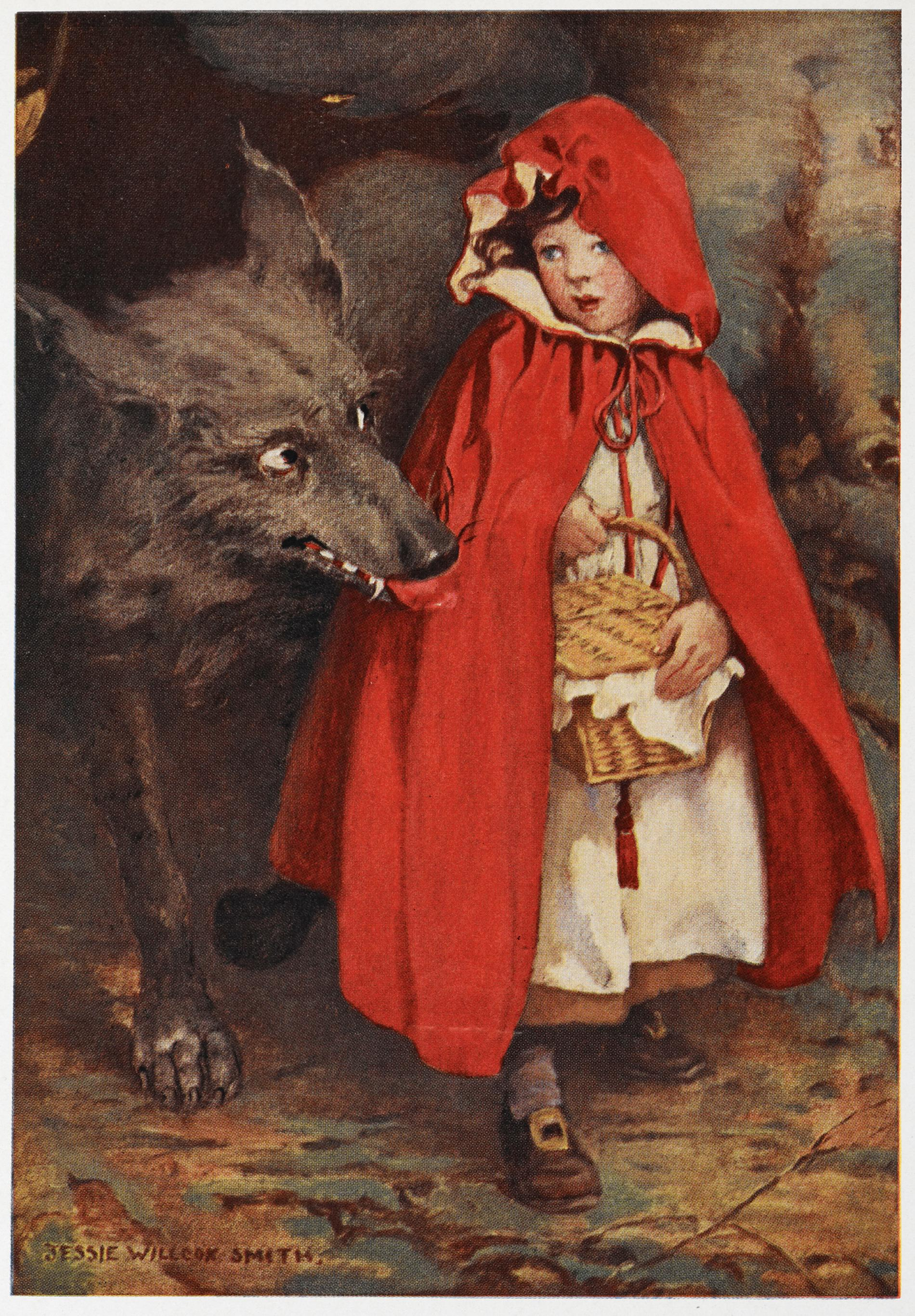
Tranh vẽ của Jessie Willcox Smith, 1911

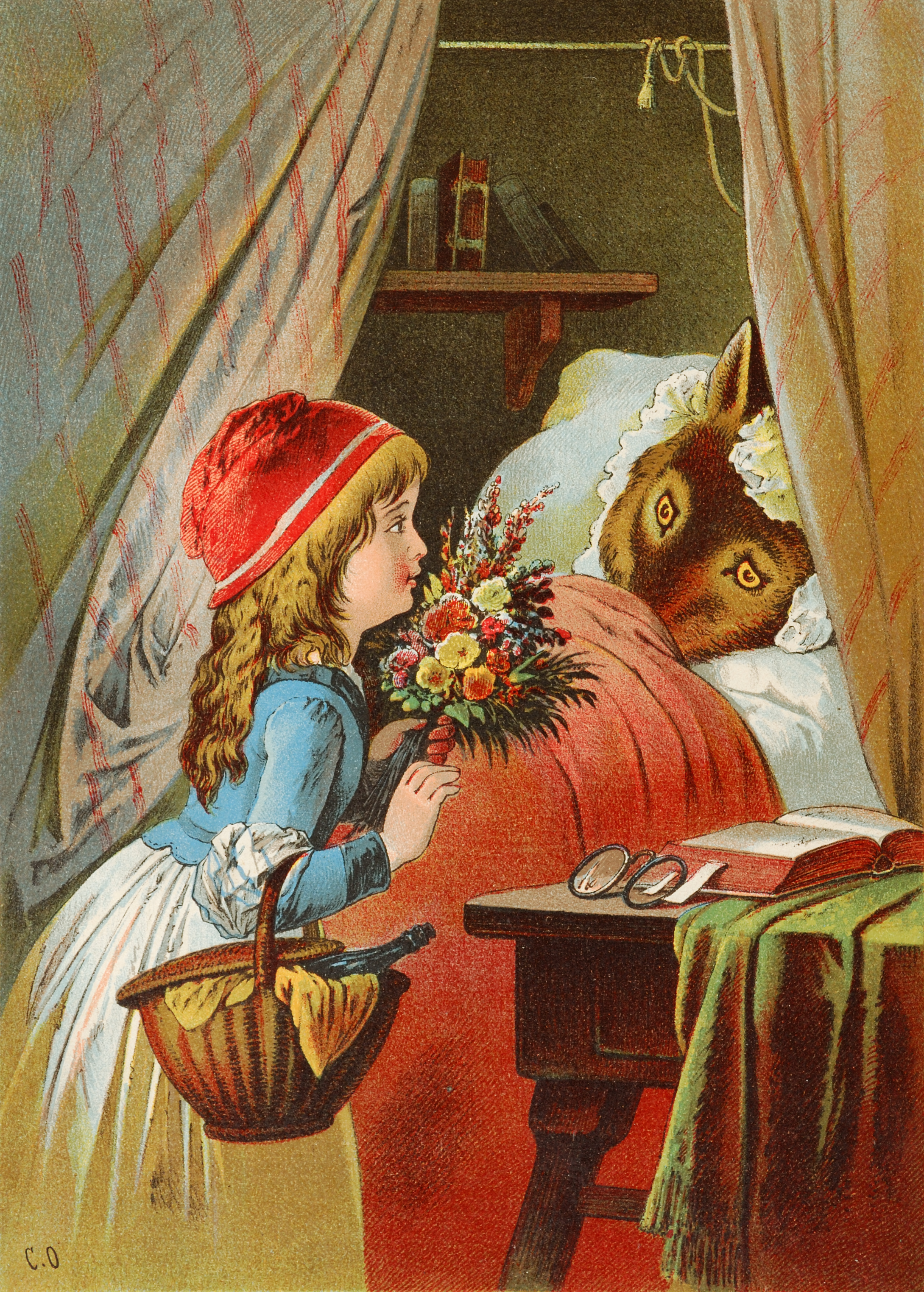
Tranh minh họa của Carl Offterdinger (thế kỷ 19)

Cô bé quàng khăn đỏ là một truyện cổ tích nổi tiếng trên toàn thế giới. Câu chuyện xoay quanh một cô bé và một con sói. Truyện có nhiều dị bản khác nhau. Bản truyện in đầu tiên được biết đến trong một cuốn sách năm 1697 mang tên Tales and Stories of the Past with Morals. Tales of Mother Goose. Những bản trước đó có nguồn gốc từ nước Ý vào thế kỉ thứ 14.

## Nội dung truyện
Phiên bản phổ biến nhất của truyện này là câu chuyện kể bởi Anh em nhà Grimm, viết vào thế kỉ 19. Chuyện kể về một cô bé, gọi là cô bé quàng khăn đỏ, đi vào rừng để đến nhà bà đưa thức ăn cho người bà đang bị bệnh . Một con sói theo dõi cô bé và lập kế hoạch để ăn thịt cô. Con sói hỏi cô bé đang đi đâu và cô đã ngây thơ trả lời, sau đó, con sói bảo cô bé đi hái hoa. Trong lúc đó, sói đến nhà ăn thịt người bà và đóng giả thành bà của cô bé quàng khăn đỏ. Khi cô bé đến, cô cũng bị sói ăn thịt luôn. Một bác thợ săn đã tới mổ bụng sói, cứu được cả cô bé và bà của cô. Đá được bỏ vào bụng sói và làm sói chết.

## Ý nghĩa truyện
Nhiều người khác cho rằng khăn đỏ là biểu tượng của mặt trời bị che khuất bởi bóng đêm đáng sợ (tức con sói). Khi cô bé được cứu ra, đó là hình ảnh của buổi bình minh. Đó là ý kiến dựa theo con sói Skoll (hay Fenrir) kẻ sẽ nuốt mất mặt trời vào Ragnarök. Theo các cách hiểu khác, truyện có thể là về mùa xuân, tháng năm, hoặc sự thoát khỏi mùa đông. Câu chuyện cũng có thể miêu tả lễ hội May Queen hình ảnh mùa xuân đến và hoa được thay thế bằng tấm khăn đỏ.